# Provincia de Kotayk'
Kotayk' es una de las provincias de Armenia. Está en el centro del país. La capital es Hrazdan.
En ella se encuentran las ciudades turísticas de Garni y Geghard.
Kotayk es también el nombre de la famosa cerveza armenia.

## Geografía
Kotayk, con una superficie de 2089 km², está rodeada por cinco provincias, Geghark'unik' al este, Tavush al nordeste, Lorri al norte, Aragatsotn al oeste y Ararat al sur. Al sudoeste limita con la capital Ereván.
La provincia ocupa la parte nordeste de la llanura de Ararat, la parte más amplia del altiplano Armenio. La llanura de Kotayk situada entre los ríos Hrazdan y Azat tiene una altitud de 1200–1500 m, dominada por las montañas de Geghama, al estenordeste, que la separan del lago Sevan. Al norte, al otro lado del río Hrazdan, se encuentran las montañas de Pambak. Al oeste, las montañas de Tsaghkunyats, la separan del valle del río Kasakh.
Los tres ríos más importantes de la provincia son el río Hrazdan, el río Getar y el río Azat. El único lago de la provincia es el lago Akna, de cráter, situado a 3032 m en las montañas de Geghama.
Las erupciones de los volcanes que conforman el macizo de Geghama, han hecho que la mayor parte de la provincia esté cubierta de lava y toba calcárea.
El clima oscila entre el semidesértico del sur y el nivoso en el centro y norte. Las precipitaciones van desde los 200 mm en el sur hasta los 400 y 900 mm en el centro y norte, en las montañas.

## Población
Según el censo de 2011, Kotayk tenía una población de 254 397 habitantes, en torno a un 8,4 % de la población de Armenia. La población urbana es de 137 481 habitantes (54 %), repartidos en 7 ciudades, Abovyan, la más grande (43 495 habitantes), Hrazdan, Charentsavan, Yeghvard, Byureghavan, Nor Hachn y Tsaghkadzor, y la rural es de 116 916 habitantes (46 %), en 60 comunidades rurales, la más grande de las cuales es Zovuni, con 5479 habitantes.

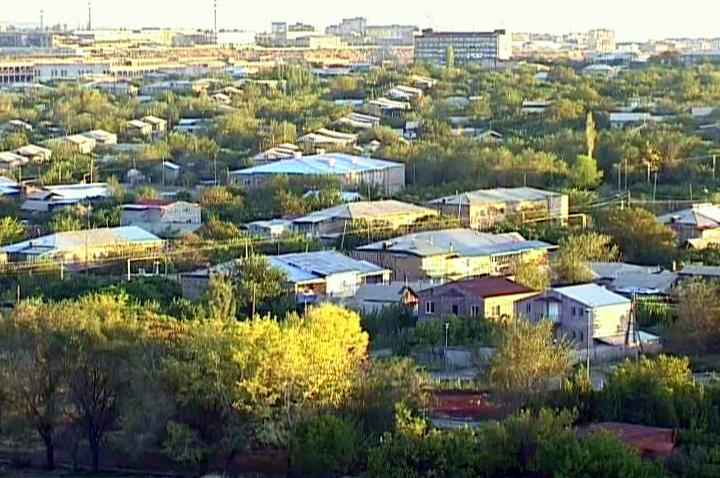
Zovuni, población con una mayoría de armenios y una minoría de yazidíes y molokanes.

### Grupos étnicos y religión
La mayoría de los habitantes de Kotayk son armenios que pertenecen a la Iglesia apostólica armenia, dirigida en esta provincia por la diócesis de Kotayk, encabezada por el arzobispo Arakel Karamyan. La sede de la diócesis se encuentra en el monasterio de Kecharis, en Tsaghkadzor.
Hay pequeñas comunidades yazidíes en Zovuni, Bjni, Getamej y Dzoraghbyur, y un número significativo de rusos molokanes en Zovuni y Alapars. En Hankavan hay una mayoría de griegos, y en Arzni una mayoría de asirios.
En Abovyan and Byureghavan se encuentran pequeñas minorías de molokanes, yazidíes, kurdos, asirios y griegos.

### Comunidades
La provincia de Kotayk tiene las siguientes 67 comunidades (hamaynkner), de las cuales 7 (negrita en la tabla) son urbanas y 60 rurales. La división inferior es por raion, la subdivisión administrativa de Armenia antes de 1995.
| Hrazdan | Abovyan | Yeghvard | Charentsavan                                                       |
| --- | --- | --- | ------------------------------------------------------------------ |
| 1. Aghavnadzor 2. Artavaz 3. Hankavan 4. Hrazdan 5. Jrarat 6. Kaghsi 7. Lernanist 8. Marmarik 9. Meghradzor 10. Solak 11. Tsaghkadzor | 1. Abovyan 2. Akunk 3. Aramus 4. Arinj 5. Arzni 6. Balahovit 7. Byureghavan 8. Dzoraghbyur 9. Garni 10. Geghadir 11. Geghard 12. Geghashen 13. Goght 14. Hatis 15. Hatsavan 16. Jraber 17. Jrvezh 18. Kamaris 19. Kaputan 20. Katnaghbyur 21. Kotayk 22. Mayakovski 23. Nor Gyugh 24. Nurnus 25. Ptghni 26. Radiokayanin kits 27. Sevaberd 28. Verin Ptghni 29. Voghjaberd 30. Zar 31. Zovashen 32. Zovk | 1. Aragyugh 2. Argel 3. Buzhakan 4. Getamej 5. Kanakeravan 6. Karashamb 7. Kasakh 8. Mrgashen 9. Nor Artamet 10. Nor Geghi 11. Nor Hachn 12. Nor Yerznka 13. Proshyan 14. Saralanj 15. Teghenik 16. Yeghvard 17. Zoravan 18. Zovuni | 1. Alapars 2. Arzakan 3. Bjni 4. Charentsavan 5. Fantan 6. Karenis |

## Economía

### Agricultura
Gracias que ocupa una parte llana mayor que el resto de provincias, Kotyak tiene una amplia superficie aprovechable, el 74 % del territorio, unos 1564 km², de los cuales 378 km² están cultivados. En total, hay unas 36.125 granjas que operan a través de cooperativas o son privadas.
Los productos agrícolas más importantes son la ganadería, el 40 %, el tabaco, un 14 %, la fruta, un 10 %, y las hortalizas, un 8 %. El 28 % restante está dedicado principalmente a los cereales. Entre las frutas se producen uvas, albaricoques, melocotones y manzanas.
Un 40 % de las tierras cultivadas son de regadío, principalmente a través del Complejo en cascada Sevan–Hrazdan, siete centrales hidroeléctricas alimentadas con el agua del lago Sevan, que siguen el valle del río Hrazdan y atraviesan la provincia, con dos canal es principales, el de la central hidroeléctrica de Kanaker y el canal Kotyak.
En Kotyak hay tres grandes granjas de pollos, la de Lusakert, en Nor Geghi, y las de Arzni y Getamej.

## Cultura

### Fortalezas y yacimientos arqueológicos

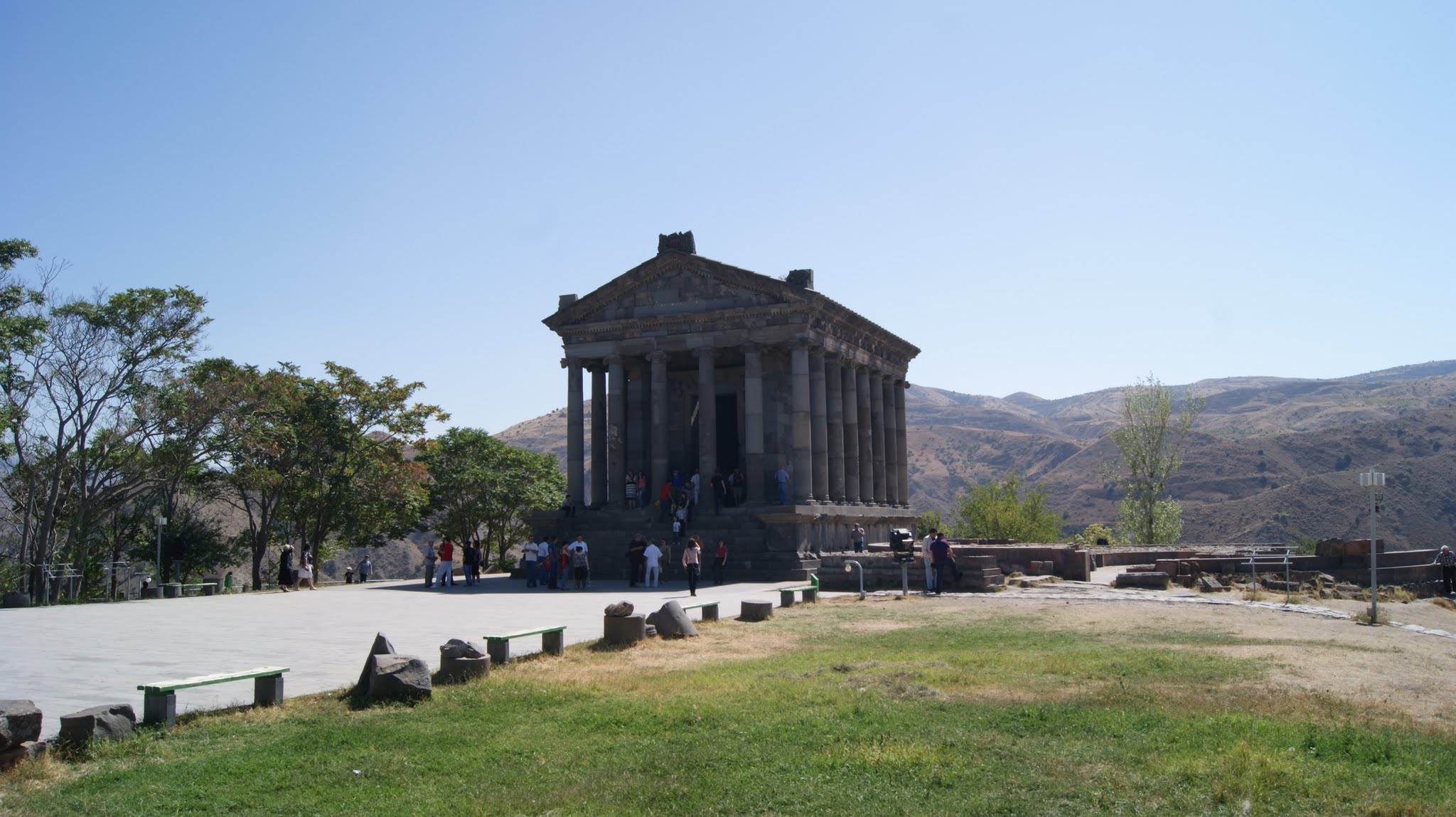
Templo de Garni

- Fortaleza ciclópea de Darani, del II milenio a. C.
- Antiguo asentamiento de Seghanasar, del II milenio a. C.
- Fortaleza de Jrvezh, del II milenio a. C.
- Templo de Garni, del siglo I
- Fortaleza Bjni, del siglo IX
- Fortaleza Astghaberd de Hatis, periodo medieval

### Iglesias y monasterios

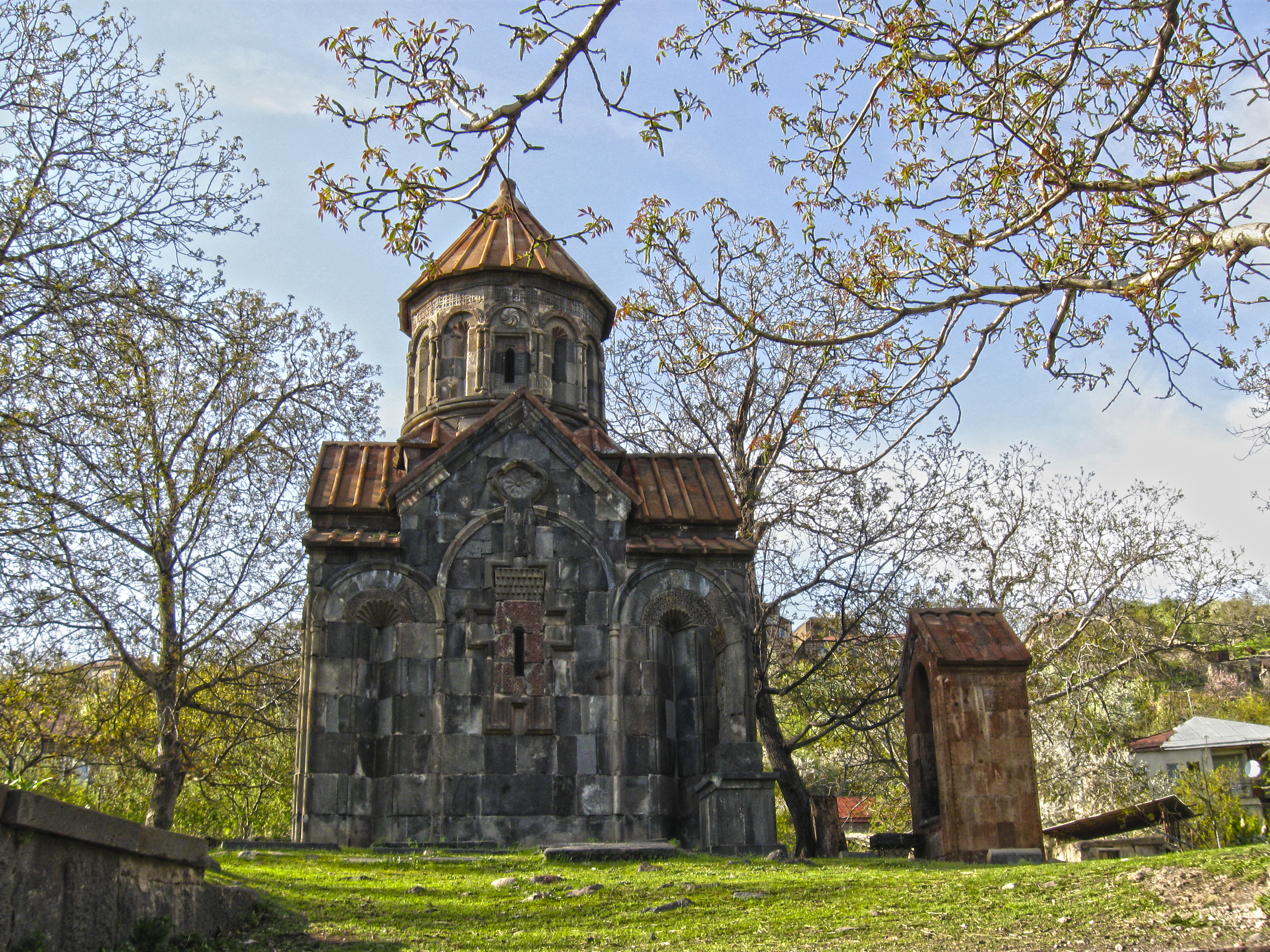
Iglesia de Mashtots Hayrapet

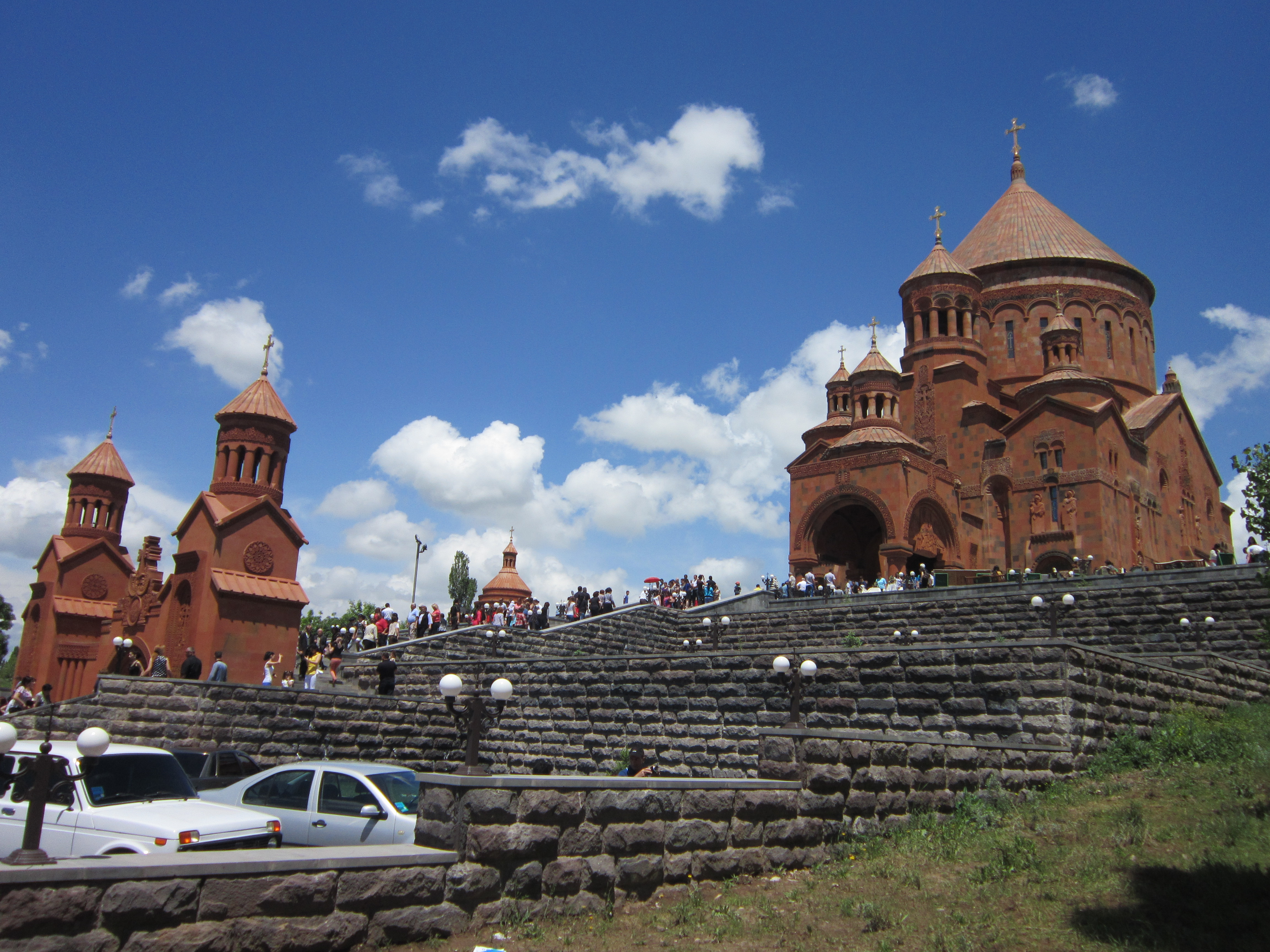
Iglesia de Surp Hovhannes en Abovyan

- Monasterio de Geghard, fundado en el siglo IV
- Iglesia de Surp Kiraki en Arzni, del siglo VI
- Monasterio de Ptghnavank, de los siglos VI y VII
- Monasterio de Teghenyats, de los siglos VI y VII
- Monasterio de Artavaz, del siglo VII
- Monasterio de Gharghavank, del siglo VII
- Monasterio de Dzagavank, del siglo VII
- Monasterio de Mayravank, del siglo VII
- Monasterio de Neghuts, del siglo X
- Monasterio de Makravank, de los siglos X a XIII
- Iglesia de la Santa Madre de Dios, en Bjni, de 1031
- Monasterio de Kecharis, de los siglos X a XIII
- Monasterio de Havuts Tar, de los siglos XI a XIII
- Iglesia de Mashtots Hayrapet, en Garni, del siglo XII
- Monasterio de Tejharuyk de la Iglesia ortodoxa georgiana, abierto en 1199
- Iglesia de Yeghvard, de 1301
- Iglesia de Kaptavank, de 1349
- Iglesia de la Santa Madre de Dios, en Arinj, del siglo XV
- Iglesia de Surp Hovhannes, en Abovyan, abierta en 2013.